# Bez tego obejść się nie można
Bez tego obejść się nie można (ros. Без этого нельзя) – radziecki film animowany z 1971 roku w reżyserii Michaiła Botowa. Scenariusz napisała Jekatierina Karganowa.

## Obsada (głosy)
- Kłara Rumianowa
- Erast Garin

## Animatorzy
- Igor Podgorski, Iwan Dawydow, Władimir Arbiekow, Oleg Komarow, Faina Jepifanowa